# Singapurské letectvo
Vzdušné síly republiky Singapur (anglicky Republic of Singapore Air Force, čínsky 新加坡空军部队, malajsky Angkatan Udara Republik Singapura, tamilsky சிங்கப்பூர் ஆகாயப்படை, často známé pod zkratkou RSAF) jsou letectvo ozbrojených sil Singapuru. Původně vznikly v roce 1968 pod názvem Singapurské velitelství protivzdušné obrany (Singapore Air Defence Command, SADC) a svůj současný název získaly v roce 1975. RSAF v současné době působí ze čtyř hlavních základen – Tengah, Paya Lebar, Changi a Sembawang.

## Přehled letecké techniky
Tabulka obsahuje přehled letecké techniky Singapurského letectva podle Flightglobal.com.
| Název                                 | Fotografie     | Původ          | Určení                                          | Verze               | Ve službě      | Poznámky                                     |                |
| Bojové letouny                        | Bojové letouny | Bojové letouny | Bojové letouny                                  | Bojové letouny      | Bojové letouny | Bojové letouny                               | Bojové letouny |
| ------------------------------------- | -------------- | -------------- | ----------------------------------------------- | ------------------- | -------------- | -------------------------------------------- | -------------- |
| Boeing F-15E Strike Eagle             |                | USA            | stíhací bombardér/víceúčelový bojový letoun     | F-15SG Strike Eagle | 32             | Objednáno dalších 8 kusů                     |                |
| General Dynamics F-16 Fighting Falcon |                | USA            | víceúčelový bojový letoun                       | F-16C/D Block 52    | 60             |                                              |                |
| Speciální letouny                     |                |                |                                                 |                     |                |                                              |                |
| Airbus A330 MRTT                      |                | Evropská unie  | letoun pro transport a tankování paliva za letu | KC-30A              | 0              | Objednáno 5 kusů                             |                |
| Boeing KC-135 Stratotanker            |                | USA            | letoun pro tankování paliva za letu             | KC-135R             | 4              |                                              |                |
| Fokker 50                             |                | Nizozemsko     | námořní hlídkový letoun                         | F.50 MEW            | 5              |                                              |                |
| Gulfstream G550                       |                | USA            | letoun včasné výstrahy a varování               | G550 AEW            | 4              | Vybaven radarem EL/M-2075 izraelského původu |                |
| Lockheed KC-130 Hercules              |                | USA            | letoun pro tankování paliva za letu             | KC-130B/H           | 5              |                                              |                |
| Dopravní a transportní letouny        |                |                |                                                 |                     |                |                                              |                |
| Fokker 50                             |                | Nizozemsko     | dopravní letoun                                 | F.50 UTL            | 4              |                                              |                |
| Lockheed C-130 Hercules               |                | USA            | taktický transportní letoun                     | C-130H              | 5              |                                              |                |
| Vrtulníky                             |                |                |                                                 |                     |                |                                              |                |
| Boeing AH-64 Apache                   |                | USA            | bitevní vrtulník                                | AH-64D              | 17             |                                              |                |
| Boeing CH-47 Chinook                  |                | USA            | těžký transportní vrtulník                      | CH-47SD/F           | 16             |                                              |                |
| Eurocopter AS332 Super Puma           |                | Francie        | užitkový vrtulník/pátrání a záchrana            | AS332M              | 32             |                                              |                |
| Eurocopter EC 725                     |                | Francie        | transportní/užitkový vrtulník                   | H225M               | 0              | Objednáno 16 kusů                            |                |
| Sikorsky SH-60 Seahawk                |                | USA            | námořní hlídkový vrtulník                       | S-70B               | 15             |                                              |                |
| Cvičná letadla                        |                |                |                                                 |                     |                |                                              |                |
| Alenia Aermacchi M-346 Master         |                | Itálie         | proudový cvičný letoun                          |                     | 12             |                                              |                |
| Eurocopter EC 120                     |                | Francie        | cvičný vrtulník                                 |                     | 5              |                                              |                |
| Pilatus PC-21                         |                | Švýcarsko      | cvičný letoun                                   |                     | 19             |                                              |                |

## Dříve užívaná letadla
- ST Aerospace A-4SU Super Skyhawk – vyřazen r. 2005
- Hawker Hunter – vyřazen r. 1992
- BAC Jet Provost – vyřazen r. 1980
- BAC Strikemaster – vyřazen r. 1984
- Short SC.7 Skyvan – vyřazen r. 1993
- Cessna 172 – typ vyřazen r. 1972
- Lockheed T-33 Shooting Star – vyřazen r. 1985
- SIAI-Marchetti SF.260 – vyřazen r. 2002
- SIAI-Marchetti S.211 – vyřazen r. 2008
- Northrop F-5

## Protivzdušná obrana
| Název                      | Původ              | Typ                                      | Verze          | Ve službě | Poznámky |
| -------------------------- | ------------------ | ---------------------------------------- | -------------- | --------- | -------- |
| MIM-23 Hawk                | USA                | protiletadlový raketový komplet          | MIM-23B I-Hawk | 500       |          |
| MDBDA Mistral              | Francie            | přenosný protiletadlový raketový komplet |                |           |          |
| Rapier                     | Spojené království | protiletadlový raketový komplet          | Mk.II          |           |          |
| 9K38 Igla                  | Rusko              | přenosný protiletadlový raketový komplet |                |           |          |
| M113/Igla                  | Singapur           | samohybný protiletadlový komplet         |                |           |          |
| RBS 70                     | Švédsko            | přenosný protiletadlový raketový komplet |                |           |          |
| Cadillac Gage V-200/RBS 70 | Singapur           | samohybný protiletadlový komplet         |                |           |          |
| Oerlikon GDF               | Švýcarsko          | protiletadlové dělo                      |                |           |          |
| Ericsson Giraffe           | Švédsko            | mobilní radar včasné výstrahy            |                |           |          |

## Fotogalerie

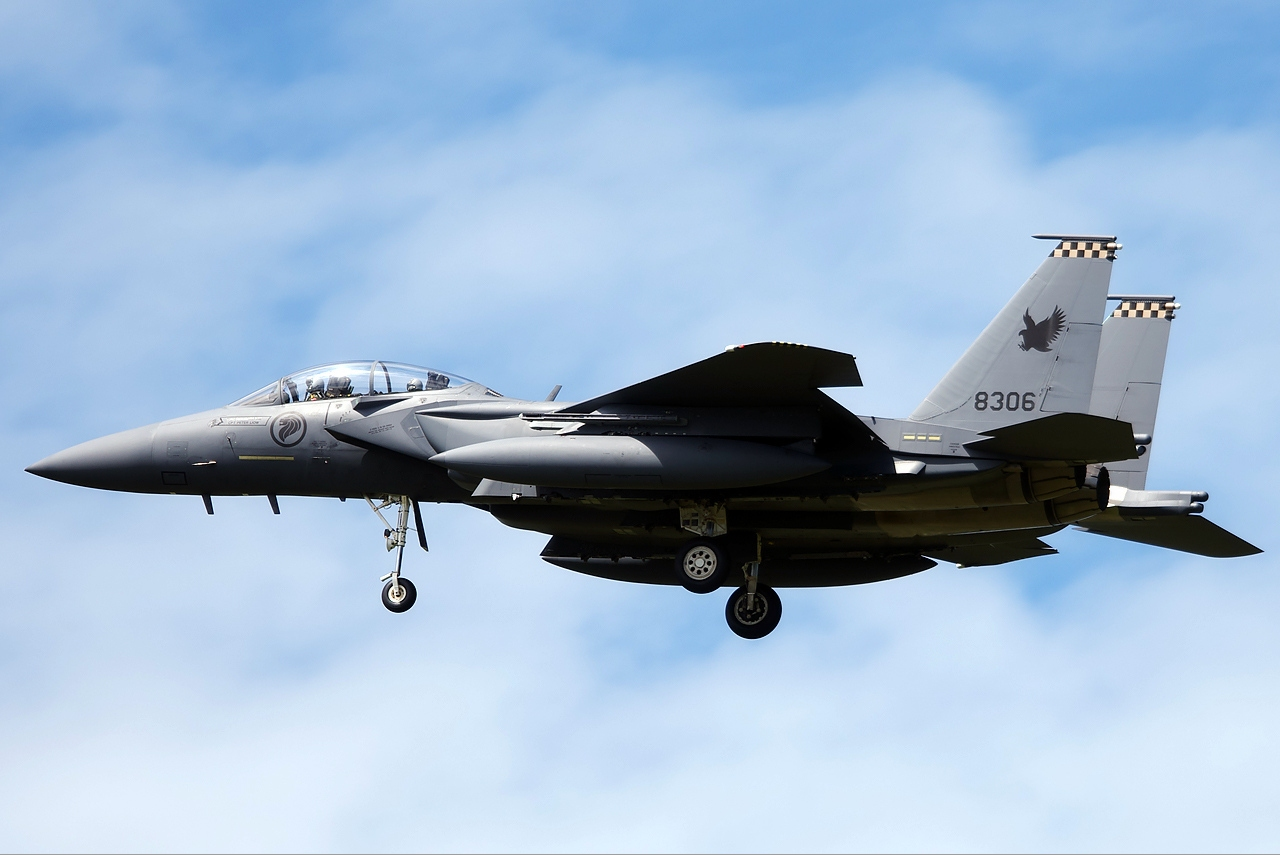
Stíhací bombardér F-15SG Strike Eagle
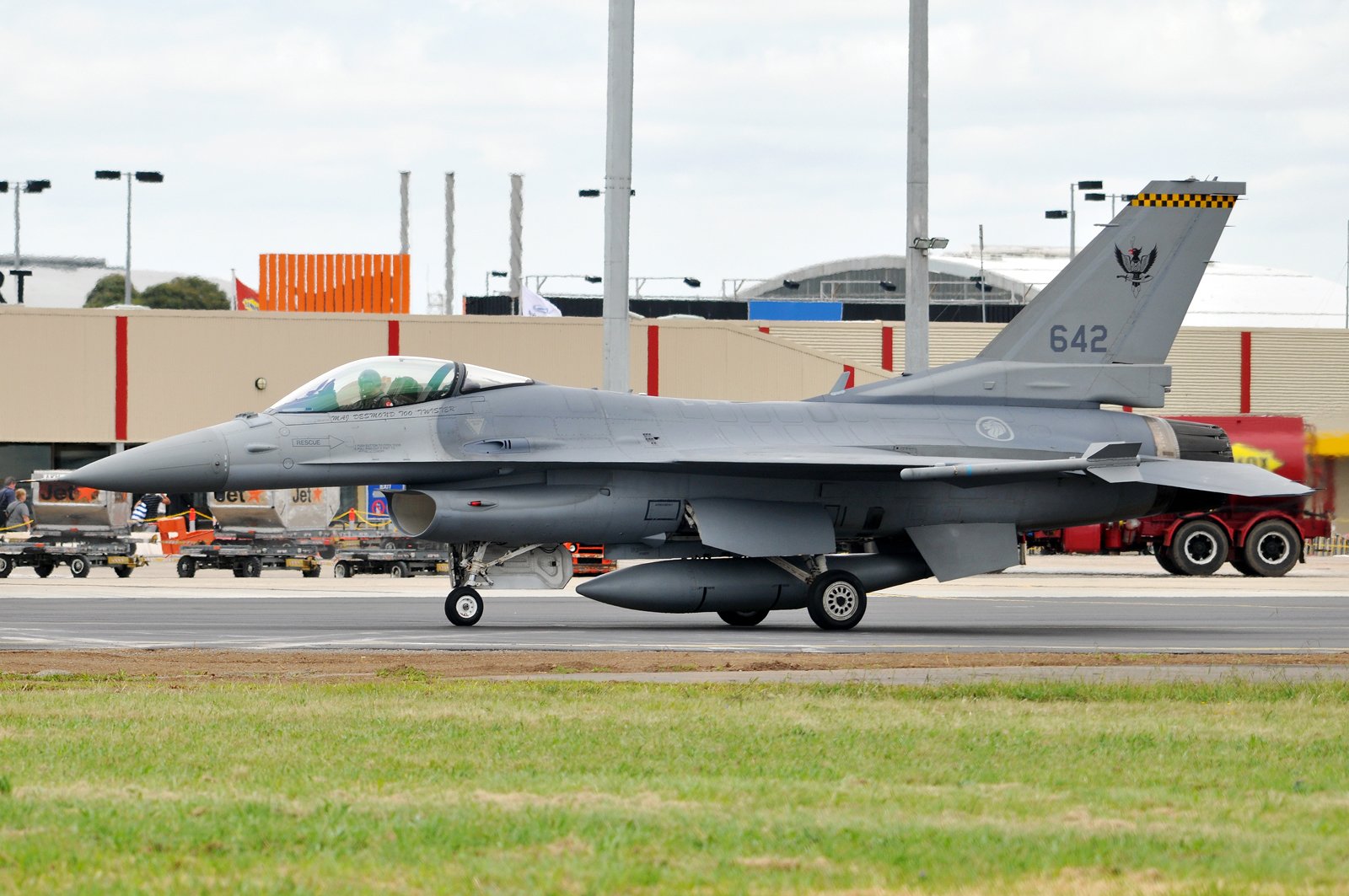
General Dynamics F-16 Fighting Falcon
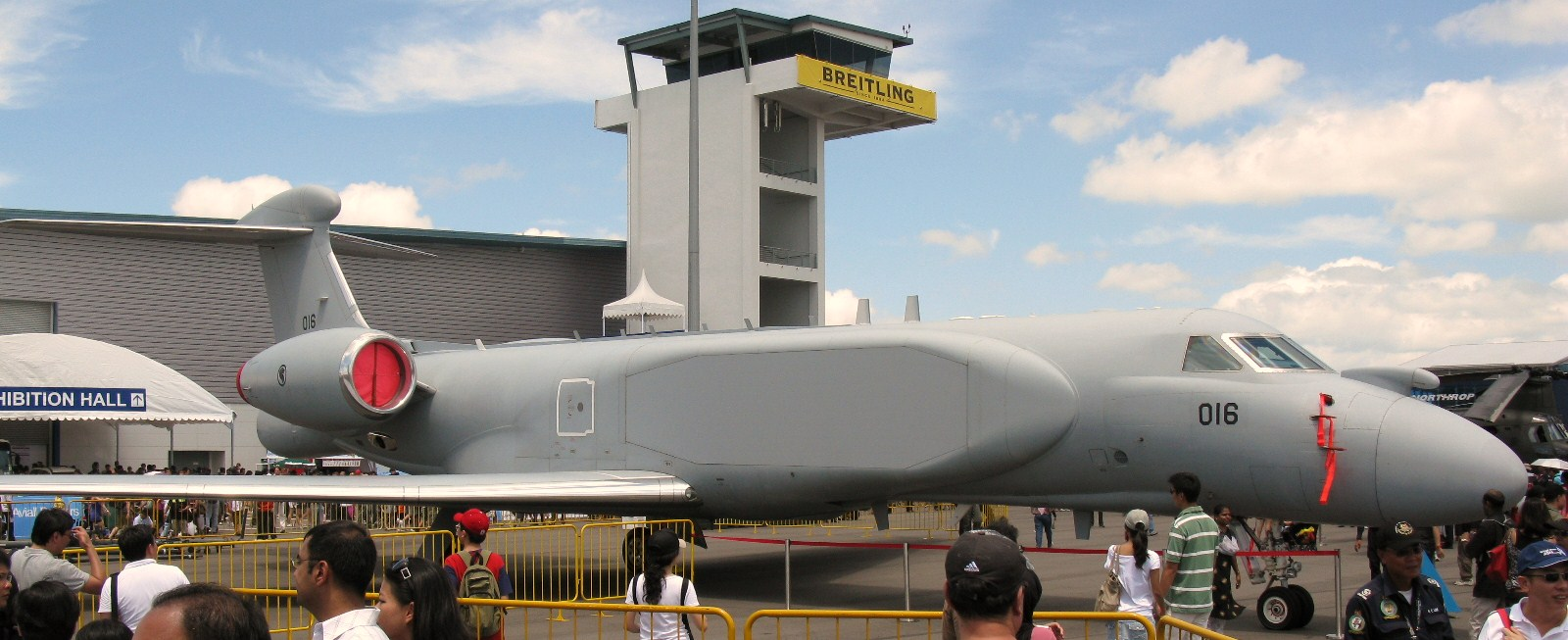
Letoun AWACS typu Gulfstream G550
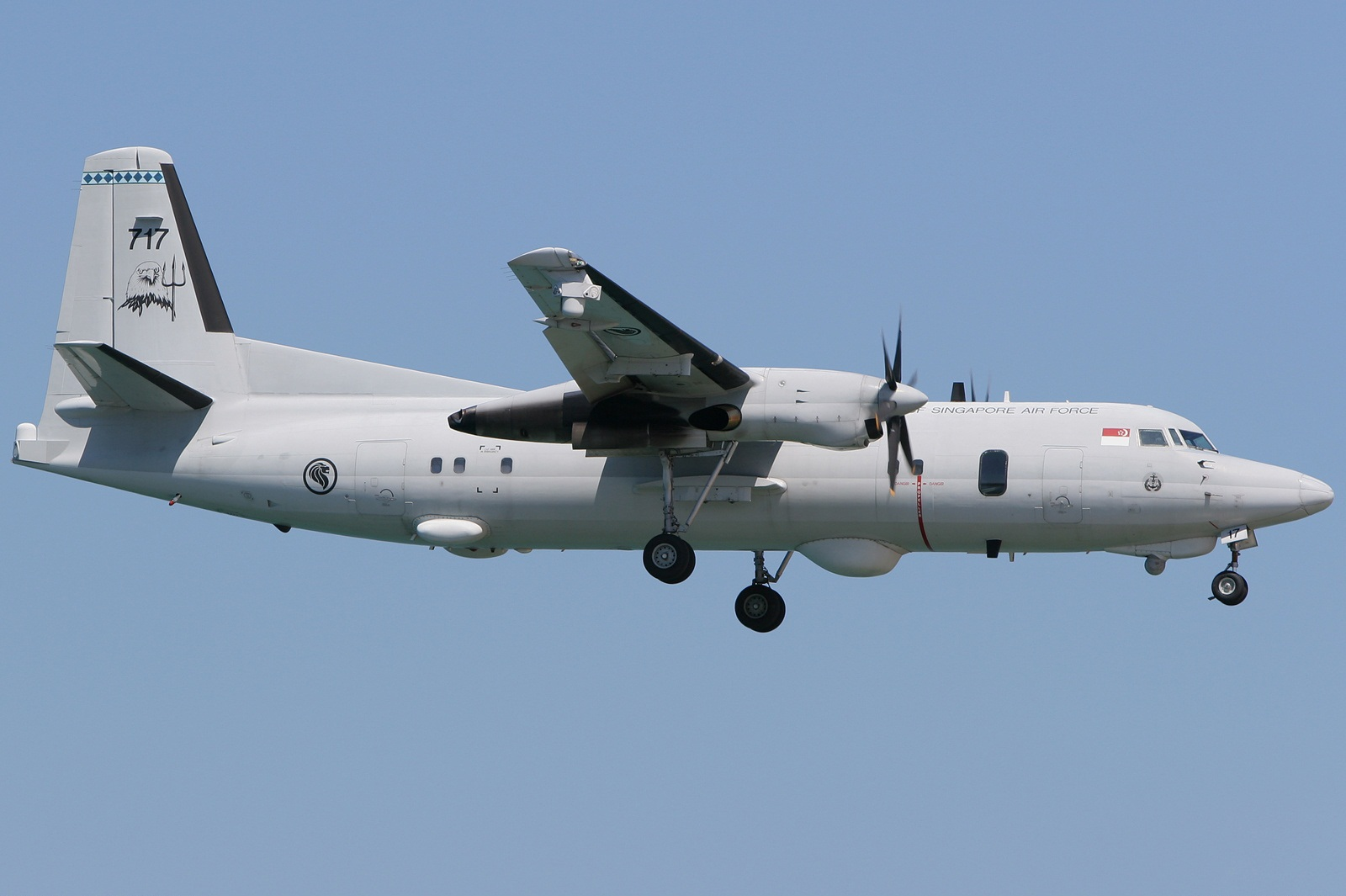
Námořní hlídkový Fokker F.50 Enforcer
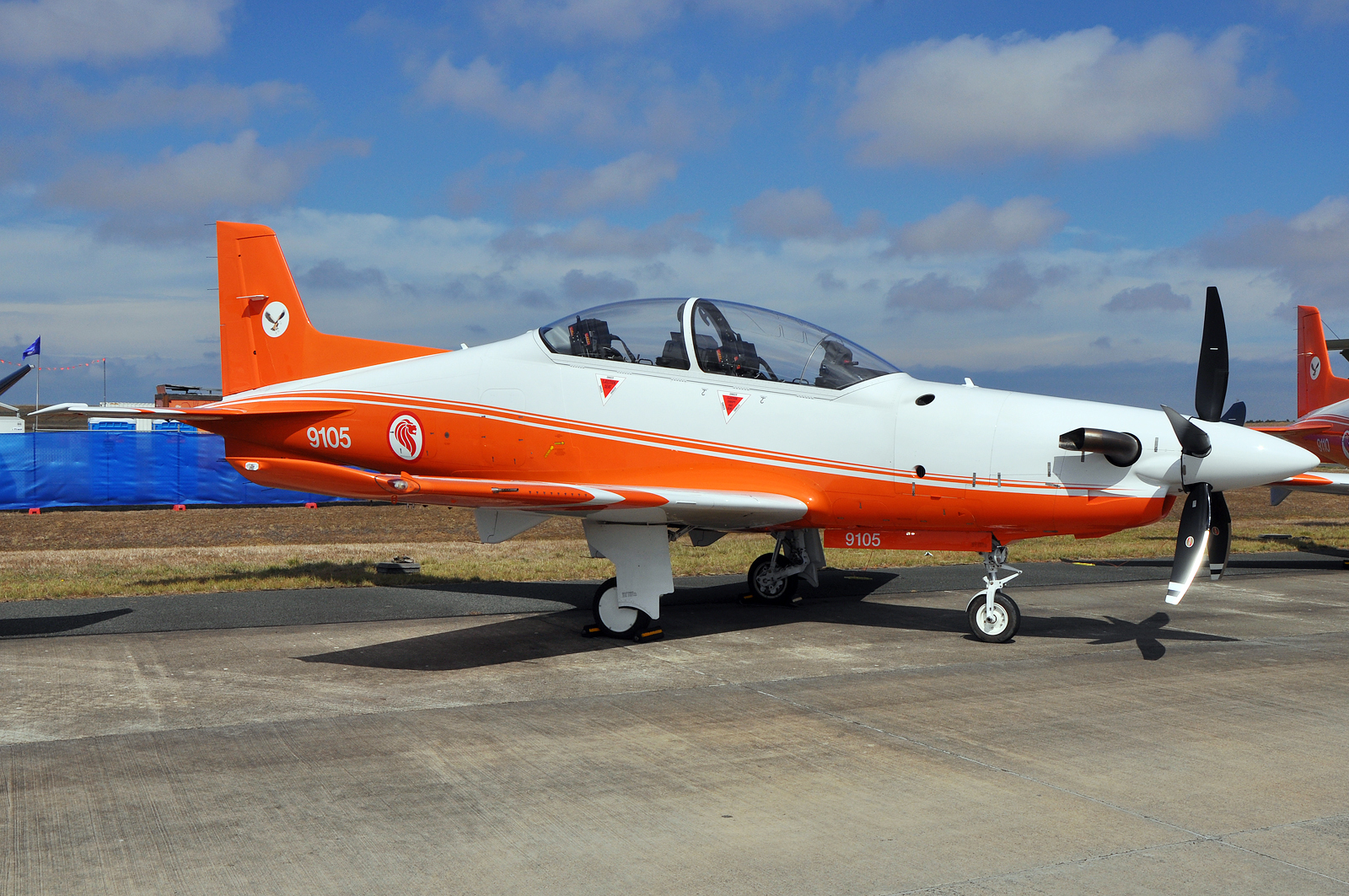
Cvičný letoun Pilatus PC-21
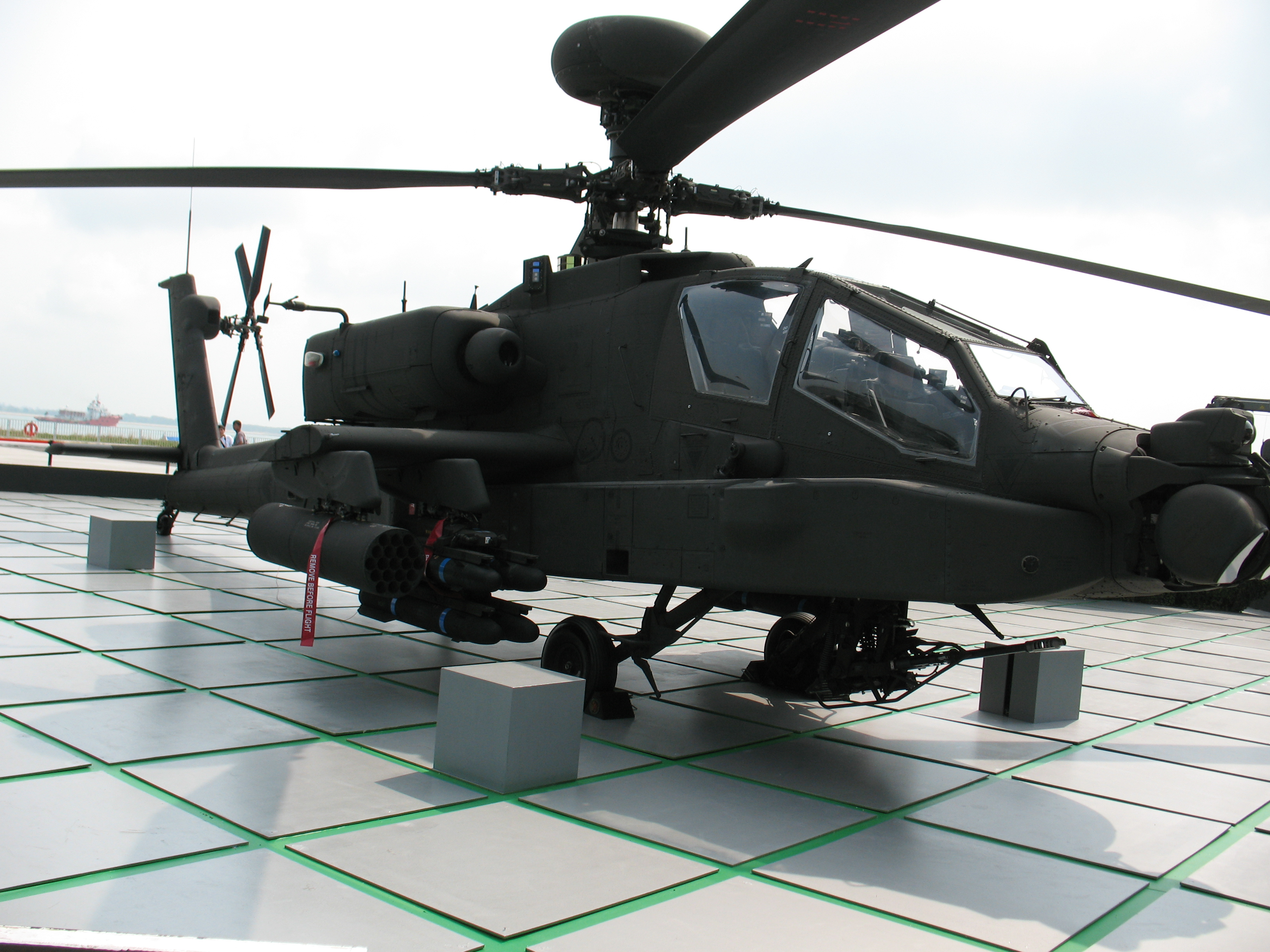
Bitevní vrtulník AH-64D Apache
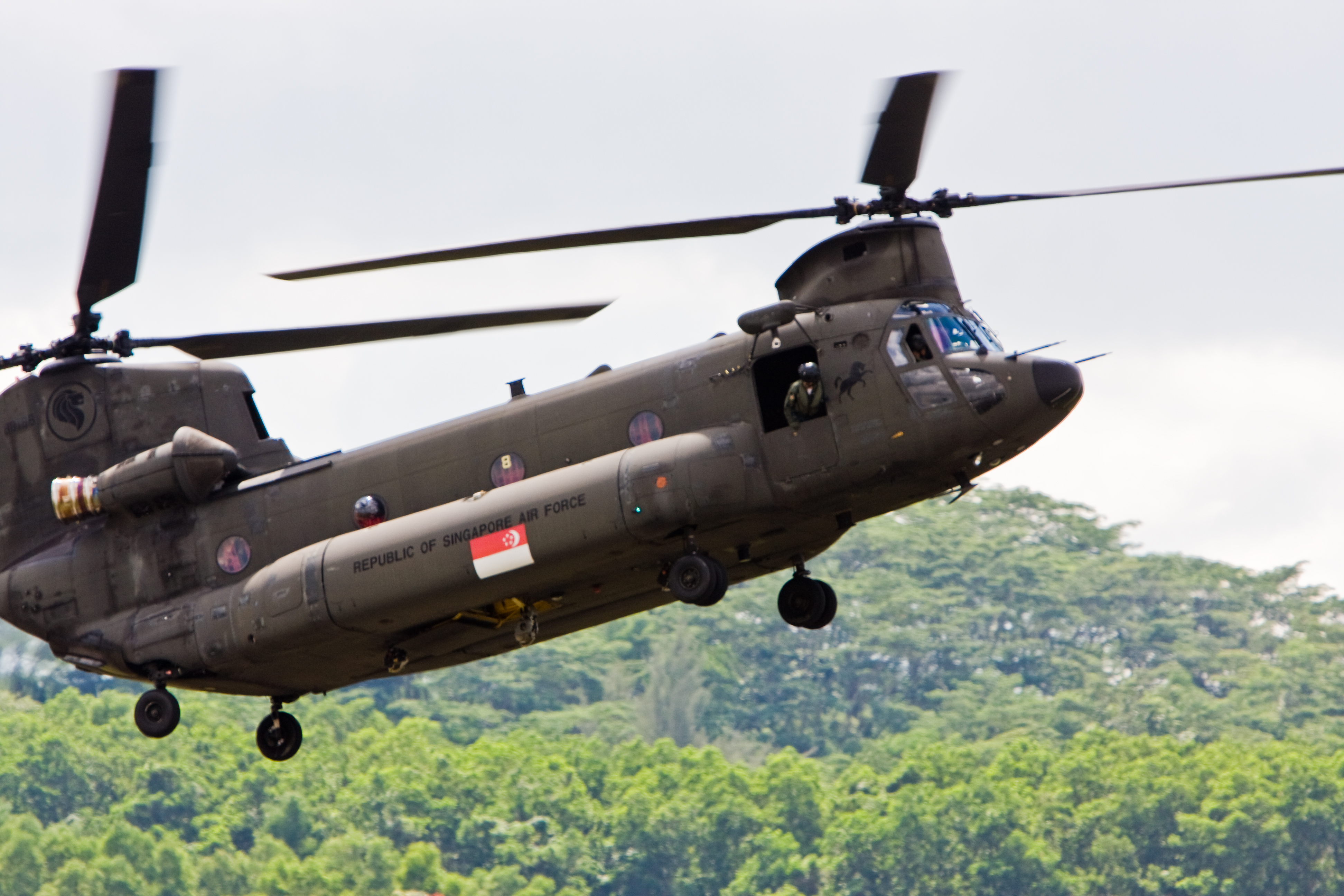
Transportní vrtulník CH-47SD Chinook